# Dhanus taitii
Dhanus taitii är en spindeldjursart som beskrevs av Volker Mahnert 2007. Dhanus taitii ingår i släktet Dhanus och familjen Ideoroncidae. Inga underarter finns listade i Catalogue of Life.